# مارسيل مارتنيه
مارسيل مارتنيه (بالفرنسية: Marcel Martinet)‏ (22 أغسطس 1887، ديجون في فرنسا - 18 فبراير 1944، سومور في فرنسا)؛ مؤلِّف، كاتب مسرحي، شاعر وروائي فرنسي.